# ニシキアカリファ

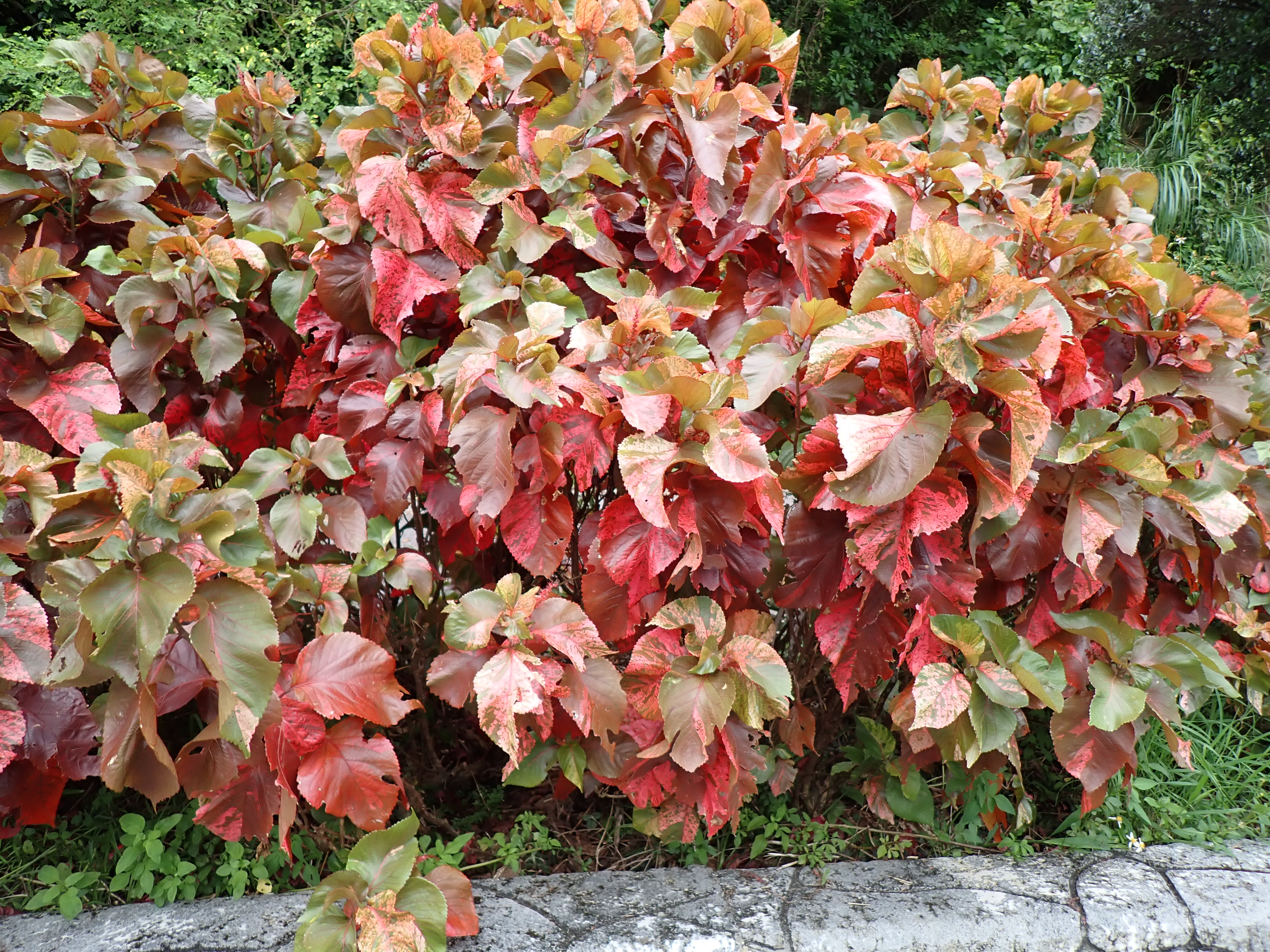
樹姿（2024年8月 沖縄県石垣市 バンナ公園）

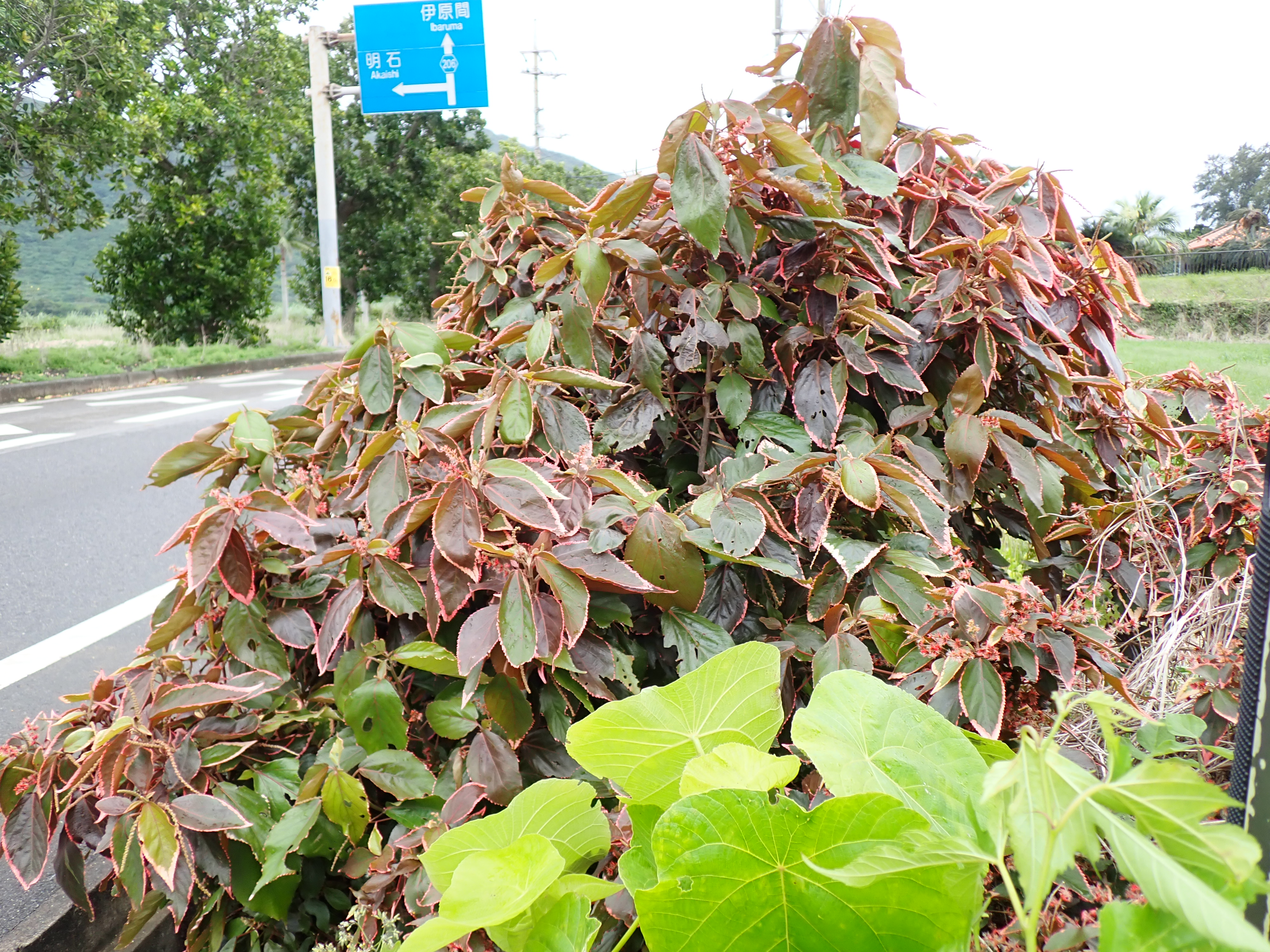
フクリンアカリファ（2025年3月 沖縄県石垣市）

ニシキアカリファはトウダイグサ科エノキグサ属の常緑低木。種小名wilkesianaは米国の探検家チャールズ・ウィルクスにちなむ。

## 特徴
高さ1–3 m。葉は通常は広卵形、長さ8–25 cmほどで互生し鋸歯縁、枝先に集まる。葉には桃赤色～暗銅赤色の斑紋が複雑に入る。葉色は季節によって変化する。花は赤い穂状花序で目立たず、春から初夏にかけて咲かせる。

## 分布と生育環境、利用
太平洋諸島原産。POWOではパプアニューギニアのビスマルク諸島～フィジーが原産とされる。奄美大島以南の南西諸島各地で観葉植物として生垣、公園樹、庭木などに利用され、南西諸島や小笠原で時に野生化がみられる。枝が弱く葉が大きいので耐潮風性はあまり強くないが、性質は強健で、枝の刈り込みにも耐える。生長が早く樹姿が乱れやすいので適宜剪定・枝抜きを行い樹姿を整える。降霜地でも夏季は戸外の直射日光下で管理したほうが生育と葉の発色が良い。秋以降は水を控え、冬季は室内で管理する。枝を切り戻して水やりを控えれば5℃以上で越冬可能。栽培品種としてニシキアカリファ 'Musaica'が多く植栽される他、ホソバアカリファ 'Firestorm'やフクリンアカリファ 'Marginata'、キフクリンアカリファ 'Godseffiana'などが知られ、属名のアカリファで総称される。いずれも挿し木で繁殖可能だが、越冬に10℃以上を必要とする品種もある。